# Конец (Волховский район)
Коне́ц — деревня в Усадищенском сельском поселении Волховского района Ленинградской области.

## История
Деревня Конец упоминается на карте Санкт-Петербургской губернии А. М. Вильбрехта 1792 года.
На карте Санкт-Петербургской губернии Ф. Ф. Шуберта 1834 года обозначена деревня Конец, состоящая из 30 крестьянских дворов.

КОНЕЦ — деревня принадлежит Казённому ведомству, число жителей по ревизии: 70 м. п., 72 ж. п. (1838 год)

Деревня Конец из 30 дворов отмечена на карте Ф. Ф. Шуберта 1844 года.

КОНЕЦ — деревня Ведомства государственного имущества, по просёлочной дороге, число дворов — 37, число душ — 75 м. п. (1856 год)

КОНЕЦ — деревня казённая при колодце, число дворов — 36, число жителей: 83 м. п., 94 ж. п.; Часовня православная. (1862 год)

В мае 1872 года в деревне случился большой пожар, сгорело 45 построек.
Согласно епархиальным сведениям 1899 года деревня относилась к приходу Преображенской церкви (ранее Усадище-Спасовской, Михайловского погоста) в селе Заболотье.
В конце XIX — начале XX века деревня административно относилась к Усадище-Спассовской (Усадищской) волости 2-го стана Новоладожского уезда Санкт-Петербургской губернии.
По данным «Памятной книжки Санкт-Петербургской губернии» за 1905 год деревня Конец входила в Кукольское сельское общество.

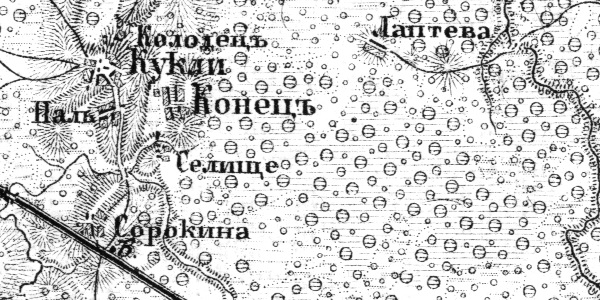
Деревня Конец на карте 1915 года

С 1917 по 1923 год деревня входила в состав Усадище-Спасовской волости Новоладожского уезда.
С 1923 года в составе Кукольского сельсовета Пролетарской волости Волховского уезда.
Согласно данным переписи населения СССР 1926 года в деревне Конец проживали 118 человек — все русские.
С 1927 года в составе Волховского района.
В 1928 году население деревни также составляло 118 человек.
Согласно карте Ленинградской области Северо-западного аэрогеодезического треста ГГУ издания 1932 года деревня Конец насчитывала 15 крестьянских дворов.
По данным 1933 года деревня Конец входила в состав Кукольского сельсовета Волховского района.
С 1954 года в составе Усадищенского сельсовета.
В 1961 году население деревни составляло 61 человек.
По данным 1966, 1973 и 1990 годов деревня Конец также входила в состав Усадищенского сельсовета.
В 1997 году в деревне Конец Усадищенской волости проживали 6 человек, в 2002 году также 6 человек (все русские).
В 2007 году в деревне Конец Усадищенского СП — 10 человек.

## География
Деревня расположена в южной части района на автодороге 41К-374 (Подвязье — Кроватыни), к северу от железнодорожной линии Волховстрой I — Вологда I.
Расстояние до административного центра поселения — 4 км.
Расстояние до ближайшей железнодорожной платформы 138 км (Сорокино) — 1,5 км.
К востоку от деревни находится болото Могильский Мох.

## Демография
| 1838 | 1862 | 1997 | 2007 | 2010 | 2017 |
| ---- | ---- | ---- | ---- | ---- | ---- |
| 142  | ↗177 | ↘6   | ↗10  | →10  | ↗17  |

### Национальный состав
Согласно данным Всероссийской переписи населения 2021 года в деревне проживали 10 человек, из них:
 русские — 4 человека, остальные национальность не указали.